# Heterofragilia amica
Heterofragilia amica is een zeespin uit de familie Ascorhynchidae. De soort behoort tot het geslacht Heterofragilia. Heterofragilia amica werd in 1954 voor het eerst wetenschappelijk beschreven door Stock. 